# Abranches (osada)

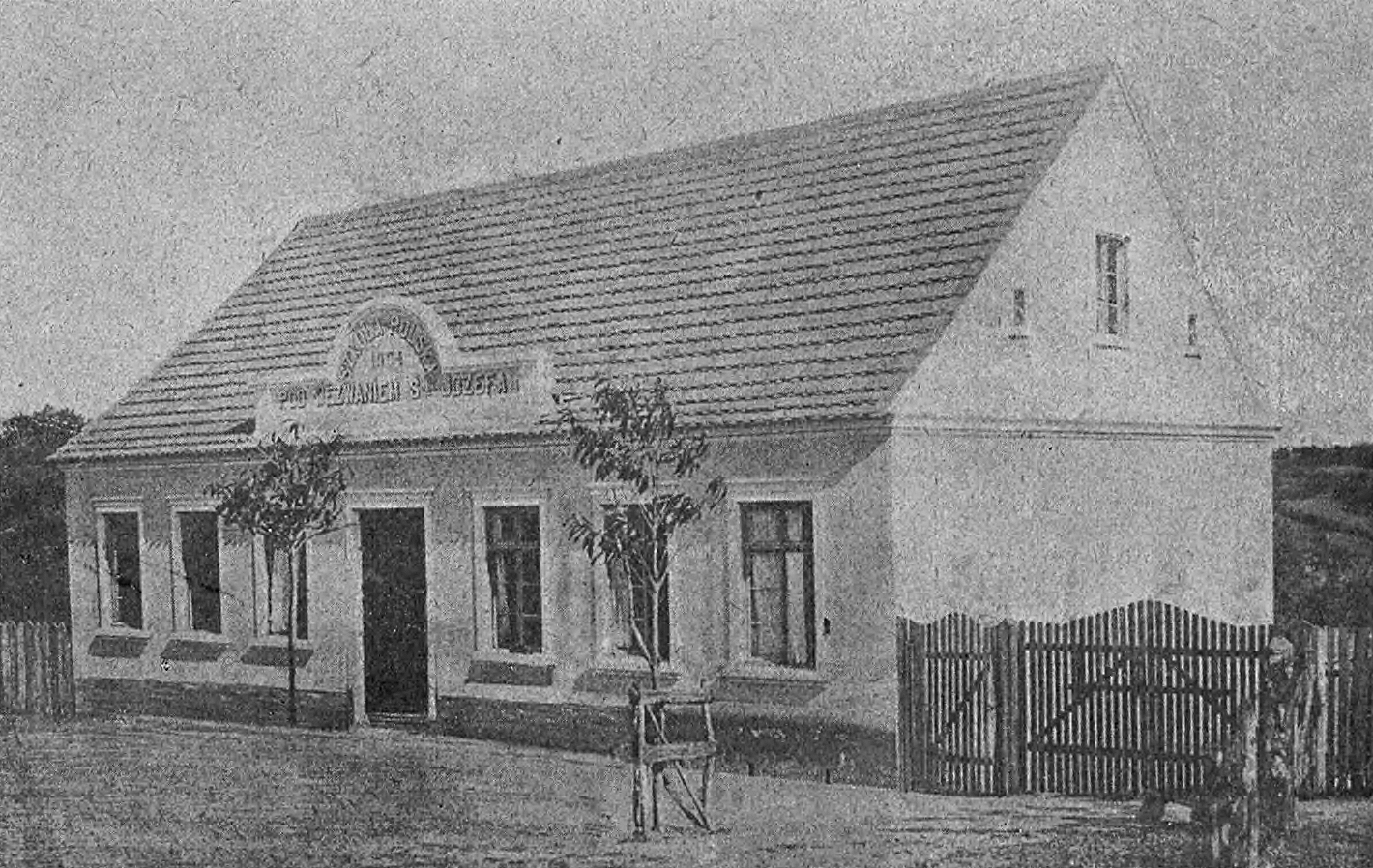
Polska szkoła Abranches (ok. 1913)

Abranches – jedna z pierwszych polskich osad założonych w Brazylii.
Utworzyli ją Polacy w 1873 roku w brazylijskim stanie Parana, gdzie w 2. poł. XIX wieku powstawało mnóstwo polskich osad. Obecnie Abranches stanowi przedmieście Kurytyby, dzielnicę, w której mieszka Polonia. Działa tam organizacja polonijna Braspol. Ponadto istnieje w Abranches polska parafia.